# De två saliga
De två saliga (suec: Els dos beneïts) és una pel·lícula dramàtica sueca del 1986 dirigida per Ingmar Bergman, protagonitzada per Harriet Andersson i Per Myrberg. El guió va ser adaptat per Ulla Isaksson de la seva pròpia novel·la amb el mateix títol. La pel·lícula explica la història d'una parella en la qual la dona es desil·lusiona i perd el cap. Era la tercera vegada que Bergman dirigia una pel·lícula escrita per Isaksson, després de Nära livet i La font de la donzella. De två saliga era producida per Sveriges Television i estrenada a TV2 el 19 de febrer de 1986. L'estrena nord-americana va ser el 21 de febrer de 1987 al Museum of Broadcasting a Nova York.

## Argument
Sune, una estudiant de teologia que ho ha abandonat i també és fill d'un sacerdot, coneix a Viveka en una església. Els dos connecten mitjançant una discussió teològica i finalment es casen. A mesura que passen els anys, Viveka es torna cada cop més inestable emocionalment a causa de la gelosia i l'ansietat religiosa. Sune accepta els problemes mentals de Viveka i, en comptes de buscar ajuda per la seva dona, obeeix les seves ordres cada cop més estranyes. Finalment, Viveka perd el seny completament, es tanca a l'apartament de la parella mentre Sune està fora i intenta fer creure als veïns i la policia que Sune està intentant assassinar-la amb un ganivet. Quan Sune arriba a casa, Viveka és traslladada a un hospital. Sune intenta convèncer els metges que Viveka no està boja i que se'ls hauria de permetre marxar. Al final, Sune obre una aixeta de gas i s'estira al costat de Viveka perquè morin junts.

## Repartiment
- Harriet Andersson com Viveka Burman
- Per Myrberg com a Sune Burman
- Christina Schollin com a Annika
- Lasse Pöysti com a doctor Dettow
- Irma Christenson com a senyora Storm
- Björn Gustafson com a veí